# ZARD tribute III
『ZARD tribute III』は、新世代ZARDトリビュートバンド:SARD UNDERGROUNDのアルバム。
2020年10月に発売された『ZARD tribute II』に続くトリビュート・カバーアルバム第3弾。

## 概要
前作のトリビュートアルバム『ZARD tribute Ⅱ』より約2年ぶりのトリビュートアルバム、また前作のオリジナルアルバムの『オレンジ色に乾杯』より半年振りのアルバムである。
本作のリリースに際して、神野は「トリビュートアルバムに対しての気持ちは以前と変わりありません。ただ、『オレンジ色に乾杯』で学んだことを『ZARD tribute Ⅲ』で活用できたので、過去2作品よりも〈納得できる、達成感のあるアルバム〉に仕上がりました」とコメントし、また、「ZARDさんのトリビュート作品を作る度に、ZARDさんや坂井さんのことがもっと好きになっていきます。プレッシャーですか?　そうですね……1枚目の右も左も分からない頃のプレッシャーと比べたら、今は成長できるプレッシャー?というか、皆さんの期待に応えられるよう前向きなプレッシャーに変わってきました。」とインタビューで発言している。
また神野は、「『ZARD tribute III』は、1枚目と2枚目の時に「まだ早いな」と言われていた曲を、やっと入れてもらえたという感じです。技術的にも、私たちの雰囲気的にも、まだ早いというので、お取り置きされていた曲とかが入ってます。」と収録曲について言及している。
坂本は、「作品を大事に作る、という気持ちは前と変わらず、です。ZARDさんの楽曲を演奏するときは、改めて一つ一つの曲に感動しながら取り組んでいます」とコメントした。
杉岡は、「私たちは、ZARDさんのトリビュートから始まってるので、ここが原点というか。オリジナルをやるけど、カバーもやりたいなって、私は思います。」とコメントしている。
また杉岡は、「でもほんとに、今回のアルバムは全部良くて、これはちょっと合わなさそう、というものもなく。全部が友亜ちゃんに合ってる曲が、詰め込まれてるなと思います。」と今作のアルバムを総評している。

## 収録曲
| 全作詞: 坂井泉水、全編曲: 鶴澤夢人 / 長戸大幸。 |                                          |           |            |      |
| #                                               | タイトル                                 | 作詞      | 作曲       | 時間 |
| 1.                                              | 「Today is another day」                 | 坂井泉水  | 織田哲郎   | 5:14 |
| 2.                                              | 「IN MY ARMS TONIGHT」                   | 坂井泉水  | 春畑道哉   | 4:20 |
| 3.                                              | 「遠い日のNostalgia」                    | 坂井泉水  | 望月衛介   | 4:31 |
| 4.                                              | 「My Baby Grand ～ぬくもりが欲しくて～」 | 坂井泉水  | 織田哲郎   | 3:56 |
| 5.                                              | 「I'm in love 」                         | 坂井泉水  | 織田哲郎   | 3:31 |
| 6.                                              | 「素直に言えなくて」                     | 坂井泉水  | 坂井泉水   | 4:11 |
| 7.                                              | 「運命のルーレット廻して」               | 坂井泉水  | 栗林誠一郎 | 3:32 |
| 8.                                              | 「夏を待つセイル(帆)のように」           | 坂井泉水  | 大野愛果   | 4:34 |
| 9.                                              | 「この愛に泳ぎ疲れても」                 | 坂井泉水  | 織田哲郎   | 4:09 |
| 10.                                             | 「愛が見えない」                         | 坂井泉水  | 小澤正澄   | 3:43 |
| 11.                                             | 「世界はきっと未来の中」                 | 坂井泉水  | 岩井勇一郎 | 4:05 |
| 12.                                             | 「お・も・い・で」                       | 坂井泉水  | 寺尾広     | 4:10 |
| 合計時間:                                       | 合計時間:                                | 合計時間: | 49:56      |      |

DVD（初回限定盤）
初回限定盤のDVDには、LIVE TOUR 2021 [Cheers!] の Zepp Namba(OSAKA)での公演より「心を開いて」、「運命のルーレット廻して」、「負けないで」の3曲のパフォーマンス映像と 「ZARD tribute Ⅲ」のメイキングで撮影されたフォトグラフィーが特典として付属する。

## 楽曲概要
1. 「Today is another day」
  - ZARDの7作目のオリジナルアルバム『TODAY IS ANOTHER DAY』収録曲。
  - 坂本は、「この曲は歌詞が大好きで、ずっと聴いていたんですけど。今回カバーさせていただいて、テンポ感とかも原曲により近いアレンジで、友亜ちゃんの歌声で聴けるのが、すごくうれしいなと思いました。[2]」とインタビュー内でコメントしている。
  - “Today is another day”は3人ともやりたい以前から言っていた曲であったことを神野と[1]杉岡が[2]それぞれインタビューで明かしている。
  - また神野は「これも難しかったです。一番“えっ！”てなったのが、Bメロの ““あっ”と振り返ったら 人違いだった”、の“あっ”が……なんて言うんかな、ほんまに難しかったんですよ。「世界はきっと未来の中」の作曲をされた岩井勇一郎さんが、歌のディレクションをしてくださっているんですけど、“あっ”という一言も、一緒にこだわってディレクションしてくださって。セリフでもないし、表現する言葉でもないし、行動を言葉にしてるじゃないですか。““あっ”と振り返ったら”って。だから、言葉に聴こえないように意識して歌いました。」と収録時のエピソードをインタビュー内でコメントしている[2]。
  - また杉岡が、「あと、アクセントの付け方がめっちゃ似てる。「Today is another day」の、“他人に期待しない あてにしない”という部分とかも。アクセントの付け方がめっちゃ似てる！と思った。」とインタビュー内でコメントしている[2]。
2. 「IN MY ARMS TONIGHT」
  - ZARDの5作目のシングルの表題曲。
  - 神野は、「「IN MY ARMS TONIGHT」は、これも坂井さんには珍しく、背中を押す感じじゃなく、相手をめっちゃ求めてる感じの歌詞で。“あなた困らせたくて”とか、“ひとり占めしたいの”とか、すごく大人なんですけど、歌詞は子供みたいに甘えてる感じじゃないですか。この曲の坂井さんの声を聴くと、すっごくかわいい声で歌ってるんですよ、実は。すごく大人な曲に聴こえて、でもしっかり聴いたらすごくかわいい声で歌っていて、そのかわいさの表現も難しかったですね。かわいく歌いすぎても、坂井さんぽくなくなるというか、細かいところが難しかったです。」とインタビュー内でコメントしている[2]。
3. 「遠い日のNostalgia」
  - ZARDの3作目のオリジナルアルバム『HOLD ME』収録曲。
  - このアルバムを制作する前に行われたライブ内で、杉岡が“遠い日のNostalgia”をカバーしたいと発言していた[1]。
  - 神野は「坂井さんが後悔を歌うって、けっこう珍しいですよね。[2]」とインタビュー内でコメントしている。
4. 「My Baby Grand 〜ぬくもりが欲しくて〜」
  - ZARDの23作目のシングルの表題曲。
5. 「I'm in love」
  - ZARDの6作目のオリジナルアルバム『forever you』収録曲。
6. 「素直に言えなくて」
  - ZARDの2作目のシングルのカップリング曲、45作目のシングルの表題曲。
  - 神野は、「この曲も、溜めの位置とか、しゃくりのタイミングとか、めっちゃ独特なので。歌い甲斐がありました。」とコメントしている[2]。
7. 「運命のルーレット廻して」
  - ZARDの45作目のシングルの表題曲。
  - 坂本は、「"運命のルーレット廻して"と“夏を待つセイル（帆）のように”の2曲は、レコーディングをしながらアニメを見ていた当時のことを思い出したりしました。」とインタビューで発言している[1]。
8. 「夏を待つセイル（帆）のように」
  - ZARDの40作目のシングル（両A面）の表題曲。
  - 神野は本曲の歌詞に普段支えてもらっているとコメントし、「「夏を待つセイル(帆)のように」は、常に寄り添ってくれてるんです。歌詞が。」と発言している[2]。
9. 「この愛に泳ぎ疲れても」
  - ZARDの11作目のシングルの表題曲。
  - 神野は、「“この愛に泳ぎ疲れても”と“愛が見えない”もやりたいと言っていたので、今回収録されてうれしかったです。歌入れはすごく難しかったけれど、難しかったからこそやりがいがありました。」とインタビューで発言し[1]、この2曲に関して「難しかったですね。「この愛に泳ぎ疲れても」と「愛が見えない」を、もともと私はずっと推していたんですけど、「SARD UNDERGROUNDではまだ」みたいな感じで言われていて。この2曲はすごく好きで、普段も歌ってた曲だったんですけど、レコーディングになると、自分が歌ってたのと全然違って、細かいところが全然できてなかったので。気づくことが多くて難しかったんです。でもうれしかったです、カバーできて。」とコメントし、歌唱に関しては「喉の使い方というか。普通に歌うと裏返りやすいんですよね。いつも歌っている声の出し方じゃ歌えない、みたいな曲で。あとは転調とか、テンポが速くなったりとか、一番と二番の区別も難しかったりして。一番とか“こんなゆっくりだったっけ？”って。だからこそ、言葉一つ一つの発音が難しかったり、タイミングも難しかったですね。」とコメントしている[2]。
  - また神野は「この曲、表現も素敵ですもんね。“すれ違う恋人達 バスケット一杯の夢を 抱えながら歩く”とか。主人公の孤独感がすごく伝わってきて、“表現、すごいなあ”と思います。」とコメントしている[2]。
  - 坂本は、本曲の「サックスのソロがすごくカッコいいです。」とコメントしている[2]。
  - また坂本は、「このアルバムの中で、「この愛に泳ぎ疲れても」の友亜ちゃんの歌声が、すごく好きで。ちょっと低い声で、太い声で。 」とコメントしている。[2]
10. 「愛が見えない」
  - ZARDの15作目のシングルの表題曲。
  - 神野は、この曲にある早口の歌詞の部分が一番難しかったとコメントしている[2]。
  - 杉岡はインタビュー内で、「でも、あの発音、めっちゃ聴き取りやすい。こんなに速いのにちゃんと聴こえるから、すごいと思った。」とコメントしている[2]。
  - また神野は「「愛が見えない」は、本当にアクセントの位置が独特すぎて。もう、難しかった！ 速いし、どこにアクセント入れてるん？みたいになりました。」とコメントしている[2]。
11. 「世界はきっと未来の中」
  - ZARDの29作目のシングルの表題曲。
  - 本曲に関して神野は「表現、めっちゃうまくないですか？ 相手への思いがこんな伝わる言葉ある？って。」と歌詞についてコメントしている[2]。
  - 杉岡は「この曲のコーラス、楽しかったです。」とコメントしている。
  - また杉岡は「それよりも英語だったので、発音が不安で（笑）。でも完成を聴いたら、めっちゃいい！ってなりました。ライブで楽しそう。」ともコメントしている[2]。
12. 「お・も・い・で」
  - ZARDの31作目のシングル『この涙 星になれ』のカップリング曲。

## タイアップ
- 運命のルーレット廻して
  - ABEMA『ABEMA Prime』エンディングテーマ（2022年5月）[5]